# بیمارستان صحرایی مصر در بگرام
بیمارستان صحرایی مصر در بگرام (به لاتین: Egyptian Field Hospital at Bagram) یک بیمارستان در افغانستان است که در بگرام واقع شده‌است.